# Георги Аврамов (футболист)
Вижте пояснителната страница за други личности с името Георги Аврамов.
Георги Аврамов е български футболист, който се състезава за Атлетик (Куклен). Той играе като десен полузащитник, като може да изпълнява функциите на десен бранител, когато се налага. Висок е 178 см. и тежи 71 кг.
Аврамов е юноша на Ботев (Пловдив), който от 2002 г. постепенно се интегрира в първия състав. През сезон 2006/2007 той взема участие във всички срещи на своя отбор в първенството, като бележи и 4 попадения. Технично крило с афинитет към самостоятелните пробиви по десния фланг.
Почива на 19 август 2024 г., докато прави сутрешния си крос, като предполагаемата причина е масивен инфаркт.

## Статистика по сезони
| Сезон    | Отбор       | Първенство    | Мачове | Голове |
| -------- | ----------- | ------------- | ------ | ------ |
| 2002/03  | Ботев       | А група       | 3      | 0      |
| 2003/04  | Ботев       | А група       | 16     | 0      |
| 2004/05  | Ботев       | Б група       | 15     | 0      |
| 2005/06  | Ботев       | А група       | 15     | 0      |
| 2006/07  | Ботев       | А група       | 30     | 4      |
| 2007/08  | Ботев       | А група       | 31     | 2      |
| 2008/09  | Ботев       | А група       | 20     | 2      |
| 2009/ес. | Спартак Пд  | Б група       | 11     | 4      |
| 2010/пр. | Черно море  | А група       | 3      | 0      |
| 2010/11  | Монтана     | А група       | 11     | 1      |
| 2011/12  | Монтана     | А група       | 5      | 0      |
| 2012/13  | Раковски    | Б група       | 18     | 1      |
| 2013/14  | Асеновец    | В група       | 25     | 6      |
| 2014/15  | Атлетик (К) | А ОФГ-Пловдив | ?      | ?      |
| 2015/16  | Атлетик (К) | А ОФГ-Пловдив | ?      | ?      |
| 2016/17  | Атлетик (К) | В група       | ?      | 0      |
| 2017/18  | Атлетик (К) | В група       | ?      | 0      |
| 2018/19  | Атлетик (К) | В група       | ?      | ?      |